# Buchholz (Aller)
Pour les articles homonymes, voir Buchholz.
Buchholz (Aller) est une municipalité allemande du land de Basse-Saxe et l'arrondissement de la Lande (Heidekreis). En 2014, elle comptait 2 070 hab.

## Source
- (de) Cet article est partiellement ou en totalité issu de l’article de Wikipédia en allemand intitulé « Buchholz (Aller) » (voir la liste des auteurs).